# Olympische Sommerspiele 2020/Fußball – Männer
Das olympische Fußballturnier der Männer von 2020 wurde vom 22. Juli bis 7. August 2021 mit 16 Mannschaften ausgetragen. Mit Ausnahme von drei Spielern pro Mannschaft durften nur Spieler teilnehmen, die nach dem oder am 1. Januar 1997 geboren wurden.

## Qualifikation
Neben Gastgeber Japan qualifizierten sich 15 weitere Mannschaften über kontinentale Wettbewerbe. In Afrika (drei Mannschaften), Asien (drei Mannschaften) und Ozeanien (eine Mannschaft) erfolgte die Qualifikation über die kontinentalen U23-Meisterschaften, in Europa (vier Mannschaften) über die U21-Europameisterschaft. In Südamerika (zwei Mannschaften) und Nord-/Zentralamerika (zwei Mannschaften) wurden gesonderte Qualifikationsturniere ausgerichtet.

## Qualifizierte Mannschaften
- Ägypten (U23-Afrikameister 2019)
- Argentinien (Zweiter des Südamerikanischen Qualifikationsturniers)
- Australien (Dritter der U23-Asienmeisterschaft 2020)
- Brasilien (Zweiter des Südamerikanischen Qualifikationsturniers)
- Deutschland (Zweiter der U21-Europameisterschaft 2019)
- Elfenbeinküste (Zweiter des U23-Afrika-Cups 2019)
- Frankreich (Dritter der U21-Europameisterschaft 2019)
- Honduras (Zweiter des Nordamerikanischen Qualifikationsturniers)
- Japan (Gastgeber)
- Mexiko (Sieger des Nordamerikanischen Qualifikationsturniers)
- Neuseeland (U23-Ozeanienmeister)
- Rumänien (Dritter der U21-Europameisterschaft 2019)
- Saudi-Arabien (Zweiter der U23-Asienmeisterschaft 2020)
- Spanien (U21-Europameister 2019)
- Südafrika (Dritter des U23-Afrika-Cups 2019)
- Südkorea (Sieger der U23-Asienmeisterschaft 2020)

## Auslosung
Für die Gruppenauslosung wurden die 16 Mannschaften am 16. April 2021 wie folgt „gemäß der anhand der Ergebnisse bei den letzten fünf Olympischen Fussballturnieren erstellten Rangliste“ auf vier Töpfe verteilt, wobei das Abschneiden bei den letzten Turnier stärker zählte, Mannschaften, die Kontinentalmeister wurden, einen Bonus erhielten und Japan als Gastgeber unabhängig von den Ergebnissen in Topf 1 kam und als Gruppenkopf der Gruppe A gesetzt war: In jede Gruppe konnte nur eine Mannschaft einer Konföderation gelost werden. Die Auslosung fand am 21. April 2021 statt.
- Topf 1: Japan, Brasilien, Argentinien, Südkorea
- Topf 2: Mexiko, Deutschland, Honduras, Spanien
- Topf 3: Ägypten, Neuseeland, Elfenbeinküste, Südafrika
- Topf 4: Australien, Saudi-Arabien, Frankreich, Rumänien

## Modus
Die 16 Mannschaften bestritten die Vorrunde in vier Gruppen zu je vier Mannschaften. Die Erst- und Zweitplatzierten erreichten das Viertelfinale, dessen vier siegreiche Mannschaften in das Halbfinale einzogen. Die beiden Sieger der Halbfinals erreichten das Endspiel, während die beiden Verlierer den dritten Platz ausspielten. Endete ein Spiel in der K.-o.-Runde unentschieden, wurde es um zweimal 15 Minuten verlängert. War dann noch keine Entscheidung gefallen, entschied das Elfmeterschießen.

## Vorrunde

### Gruppe A
| Pl. | Land       | Sp. | S | U | N | Tore    | Diff. | Punkte |
| --- | ---------- | --- | - | - | - | ------- | ----- | ------ |
| 1.  | Japan      | 3   | 3 | 0 | 0 | 007:100 | +6    | 09     |
| 2.  | Mexiko     | 3   | 2 | 0 | 1 | 008:300 | +5    | 06     |
| 3.  | Frankreich | 3   | 1 | 0 | 2 | 005:110 | −6    | 03     |
| 4.  | Südafrika  | 3   | 0 | 0 | 3 | 003:800 | −5    | 0      |

#### Mexiko – Frankreich 4:1 (0:0)
| Mexiko                                                               | Mexiko | Frankreich | Frankreich |
| -------------------------------------------------------------------- | --- | --- | ---------- |
| Mexiko                                                               | \| 1. Spieltag \| \| 22. Juli 2021 um 17:00 Uhr (10:00 Uhr MESZ) in Chōfu[2] (Tokyo Stadium) \| \| Schiedsrichter: Chris Beath ( Australien) 1 \| \| Spielbericht \| | \| 1. Spieltag \| \| 22. Juli 2021 um 17:00 Uhr (10:00 Uhr MESZ) in Chōfu[2] (Tokyo Stadium) \| \| Schiedsrichter: Chris Beath ( Australien) 1 \| \| Spielbericht \| | Frankreich |
| Mexiko                                                               | Guillermo Ochoa – Jorge Sánchez, César Montes, Johan Vásquez, Érick Aguirre – Carlos Rodríguez, Luis Romo, Sebastián Córdova (72. José Joaquín Esquivel) − Diego Lainez (72. Uriel Antuna), Henry Martín (88. Eduardo Aguirre), Alexis Vega (84. Roberto Alvarado) Cheftrainer: Jaime Lozano | Paul Bernardoni – Clément Michelin, Pierre Kalulu, Modibo Sagnan, Anthony Caci (90. Melvin Bard) – Téji Savanier, Lucas Tousart (60. Alexis Beka Beka) – Florian Thauvin (79. Nathanaël Mbuku), Enzo Le Fée, Arnaud Nordin (60. Randal Kolo Muani) – André-Pierre Gignac Cheftrainer: Sylvain Ripoll | Frankreich |
| Mexiko                                                               | 1:0 Vega (47.) 2:0 Córdova (54.) 3:1 Antuna (80.) 4:1 Ed. Aguirre (90.) | 2:1 Gignac (69., Foulelfmeter) | Frankreich |
| Mexiko                                                               | Vega (20.) | Michelin (16.), Caci (75.) | Frankreich |
| 1. Spieltag                                                          | | |            |
| 22. Juli 2021 um 17:00 Uhr (10:00 Uhr MESZ) in Chōfu (Tokyo Stadium) | | |            |
| Schiedsrichter: Chris Beath ( Australien) 1                          | | |            |
| Spielbericht                                                         | | |            |

#### Japan – Südafrika 1:0 (0:0)
| Japan                                                                | Japan | Südafrika | Südafrika |
| -------------------------------------------------------------------- | --- | --- | --------- |
| Japan                                                                | \| 1. Spieltag \| \| 22. Juli 2021 um 20:00 Uhr (13:00 Uhr MESZ) in Chōfu[2] (Tokyo Stadium) \| \| Schiedsrichter: Jesús Valenzuela ( Venezuela) 2 \| | \| 1. Spieltag \| \| 22. Juli 2021 um 20:00 Uhr (13:00 Uhr MESZ) in Chōfu[2] (Tokyo Stadium) \| \| Schiedsrichter: Jesús Valenzuela ( Venezuela) 2 \| | Südafrika |
| Japan                                                                | Kōsei Tani – Hiroki Sakai, Maya Yoshida , Kō Itakura, Yūta Nakayama (72. Reo Hatate) – Ao Tanaka, Wataru Endō – Ritsu Dōan (85. Kōki Machida), Takefusa Kubo, Kōji Miyoshi (60. Yūki Sōma) – Daichi Hayashi (72. Ayase Ueda) Cheftrainer: Akinobu Yokouchi | Ronwen Williams – Thendo Mukumela, Luke Fleurs, Tercious Malepe – Reeve Frosler (79. Kobamelo Kodisang), Goodman Mosele (90.+1' Nkosingiphile Ngcobo), Teboho Mokoena, Sibusiso Mabiliso – Thabo Cele, Luther Singh – Evidence Makgopa Cheftrainer: David Notoane | Südafrika |
| Japan                                                                | 1:0 Kubo (71.) | | Südafrika |
| Japan                                                                | Endō (38.), Dōan (57.), Nakayama (90.+1') | | Südafrika |
| 1. Spieltag                                                          | | |           |
| 22. Juli 2021 um 20:00 Uhr (13:00 Uhr MESZ) in Chōfu (Tokyo Stadium) | | |           |
| Schiedsrichter: Jesús Valenzuela ( Venezuela) 2                      | | |           |

#### Frankreich – Südafrika 4:3 (0:0)
| Frankreich                                                               | Frankreich | Südafrika | Südafrika |
| ------------------------------------------------------------------------ | --- | --- | --------- |
| Frankreich                                                               | \| 2. Spieltag \| \| 25. Juli 2021 um 17:00 Uhr (10:00 Uhr MESZ) in Saitama (Saitama Stadium) \| \| Schiedsrichter: Kevin Ortega ( Peru) 3 \| | \| 2. Spieltag \| \| 25. Juli 2021 um 17:00 Uhr (10:00 Uhr MESZ) in Saitama (Saitama Stadium) \| \| Schiedsrichter: Kevin Ortega ( Peru) 3 \| | Südafrika |
| Frankreich                                                               | Paul Bernardoni – Clément Michelin, Pierre Kalulu, Anthony Caci, Niels Nkounkou – Téji Savanier, Lucas Tousart (68. Arnaud Nordin) – Florian Thauvin (68. Alexis Beka Beka), Randal Kolo Muani, Nathanaël Mbuku (61. Enzo Le Fée) – André-Pierre Gignac Cheftrainer: Sylvain Ripoll | Ronwen Williams – Reeve Frosler (83. Thendo Mukumela), Luke Fleurs, Tercious Malepe , Katlego Mohamme – Teboho Mokoena (83. Thabiso Monyane) – Luther Singh, Nkosingiphile Ngcobo (65. Kamohelo Mahlatsi), Thabo Cele, Kobamelo Kodisang (78. Goodman Mosele) – Evidence Makgopa Cheftrainer: David Notoane | Südafrika |
| Frankreich                                                               | 1:1 Gignac (57.) 2:2 Gignac (78.) 3:3 Gignac (86., Elfmeter) 4:3 Savanier (90.+2') | 0:1 Kodisang (53.) 1:2 Makgopa (73.) 2:3 Mokoena (82.) | Südafrika |
| Frankreich                                                               | Nkounkou (20.), Savanier (68.) | Mokoena (16.), Williams (85.) | Südafrika |
| Frankreich                                                               | Singh verschießt Elfmeter (41.) | | Südafrika |
| 2. Spieltag                                                              | | |           |
| 25. Juli 2021 um 17:00 Uhr (10:00 Uhr MESZ) in Saitama (Saitama Stadium) | | |           |
| Schiedsrichter: Kevin Ortega ( Peru) 3                                   | | |           |

#### Japan – Mexiko 2:1 (2:0)
| Japan                                                                    | Japan | Mexiko | Mexiko |
| ------------------------------------------------------------------------ | --- | --- | ------ |
| Japan                                                                    | \| 2. Spieltag \| \| 25. Juli 2021 um 20:00 Uhr (13:00 Uhr MESZ) in Saitama (Saitama Stadium) \| \| Schiedsrichter: Artur Dias ( Portugal) 4 \|                                                                                           | \| 2. Spieltag \| \| 25. Juli 2021 um 20:00 Uhr (13:00 Uhr MESZ) in Saitama (Saitama Stadium) \| \| Schiedsrichter: Artur Dias ( Portugal) 4 \| | Mexiko |
| Japan                                                                    | Kōsei Tani – Hiroki Sakai, Maya Yoshida , Kō Itakura, Yūta Nakayama – Ao Tanaka, Wataru Endō – Ritsu Dōan (80. Kaoru Mitoma), Takefusa Kubo, Yūki Sōma (65. Daizen Maeda) – Daichi Hayashi (80. Ayase Ueda) Cheftrainer: Akinobu Yokouchi | Guillermo Ochoa – Jorge Sánchez, César Montes, Johan Vásquez, Érick Aguirre (43. Vladimir Loroña) – Carlos Rodríguez (57. José Joaquín Esquivel), Luis Romo, Sebastián Córdova – Diego Lainez (66. Uriel Antuna), Henry Martín, Alexis Vega (67. Roberto Alvarado) Cheftrainer: Jaime Lozano | Mexiko |
| Japan                                                                    | 1:0 Kubo (6.) 2:0 Dōan (12., Elfmeter) | 2:1 Alvarado (86.) | Mexiko |
| Japan                                                                    | Sakai (47.), Tanaka (48.) | Montes (11.), Rodríguez (25.), Sánchez (29.) | Mexiko |
| Japan                                                                    | Vásquez (68.) | | Mexiko |
| 2. Spieltag                                                              | | |        |
| 25. Juli 2021 um 20:00 Uhr (13:00 Uhr MESZ) in Saitama (Saitama Stadium) | | |        |
| Schiedsrichter: Artur Dias ( Portugal) 4                                 | | |        |

#### Südafrika – Mexiko 0:3 (0:2)
| Südafrika                                                             | Südafrika | Mexiko | Mexiko |
| --------------------------------------------------------------------- | --- | --- | ------ |
| Südafrika                                                             | \| 3. Spieltag \| \| 28. Juli 2021 um 20:30 Uhr (13:30 Uhr MESZ) in Sapporo (Sapporo Dome) \| \| Schiedsrichter: Matthew Conger ( Neuseeland) 5 \| | \| 3. Spieltag \| \| 28. Juli 2021 um 20:30 Uhr (13:30 Uhr MESZ) in Sapporo (Sapporo Dome) \| \| Schiedsrichter: Matthew Conger ( Neuseeland) 5 \| | Mexiko |
| Südafrika                                                             | Ronwen Williams – Thendo Mukumela (67. Macbeth Mahlangu), Luke Fleurs, Tercious Malepe , Katlego Mohamme – Teboho Mokoena – Kobamelo Kodisang (61. Reeve Frosler), Thabo Cele (83. Goodman Mosele), Kamohelo Mahlatsi, Luther Singh – Evidence Makgopa (83. Nkosingiphile Ngcobo) Cheftrainer: David Notoane | Guillermo Ochoa – Vladimir Loroña, César Montes, Jesús Angulo, Jorge Sánchez (71. Adrián Mora) – Carlos Rodríguez, Luis Romo, Sebastián Córdova (71. José Joaquín Esquivel) – Uriel Antuna (77. Jesús Angulo), Henry Martín (75. Eduardo Aguirre), Alexis Vega (77. Diego Lainez) Cheftrainer: Jaime Lozano | Mexiko |
| Südafrika                                                             | 0:1 Vega (18.) 0:2 Romo (45.) 0:3 Martín (60.) | | Mexiko |
| Südafrika                                                             | Mohamme (4.), Cele (75.) | | Mexiko |
| Südafrika                                                             | Malepe (57.) | Rodríguez (66.) | Mexiko |
| 3. Spieltag                                                           | | |        |
| 28. Juli 2021 um 20:30 Uhr (13:30 Uhr MESZ) in Sapporo (Sapporo Dome) | | |        |
| Schiedsrichter: Matthew Conger ( Neuseeland) 5                        | | |        |

#### Frankreich – Japan 0:4 (0:2)
| Frankreich                                                                               | Frankreich | Japan | Japan |
| ---------------------------------------------------------------------------------------- | --- | --- | ----- |
| Frankreich                                                                               | \| 3. Spieltag \| \| 28. Juli 2021 um 20:30 Uhr (13:30 Uhr MESZ) in Yokohama (International Stadium Yokohama) \| \| Schiedsrichter: Iván Barton ( El Salvador) 6 \| | \| 3. Spieltag \| \| 28. Juli 2021 um 20:30 Uhr (13:30 Uhr MESZ) in Yokohama (International Stadium Yokohama) \| \| Schiedsrichter: Iván Barton ( El Salvador) 6 \| | Japan |
| Frankreich                                                                               | Paul Bernardoni – Clément Michelin, Pierre Kalulu (62. Modibo Sagnan), Anthony Caci, Timothée Pembélé (62. Melvin Bard) – Téji Savanier (38. Enzo Le Fée), Lucas Tousart, Alexis Beka Beka – Florian Thauvin, André-Pierre Gignac , Randal Kolo Muani Cheftrainer: Sylvain Ripoll | Kōsei Tani – Hiroki Sakai (55. Daiki Hashioka), Maya Yoshida , Takehiro Tomiyasu, Yūta Nakayama – Ao Tanaka (80. Daizen Maeda), Wataru Endō (72. Kō Itakura) – Ritsu Dōan (72. Yūki Sōma), Takefusa Kubo (46. Kōji Miyoshi), Reo Hatate – Ayase Ueda Cheftrainer: Akinobu Yokouchi | Japan |
| Frankreich                                                                               | 0:1 Kubo (27.) 0:2 Sakai (34.) 0:3 Miyoshi (70.) 0:4 Maeda (90.+1') | | Japan |
| Frankreich                                                                               | Pembélé (58.), Michelin (66.) | Tomiyasu (22.), Sakai (44.) | Japan |
| Frankreich                                                                               | Kolo Muani (74.) | | Japan |
| 3. Spieltag                                                                              | | |       |
| 28. Juli 2021 um 20:30 Uhr (13:30 Uhr MESZ) in Yokohama (International Stadium Yokohama) | | |       |
| Schiedsrichter: Iván Barton ( El Salvador) 6                                             | | |       |

### Gruppe B
| Pl. | Land       | Sp. | S | U | N | Tore    | Diff. | Punkte |
| --- | ---------- | --- | - | - | - | ------- | ----- | ------ |
| 1.  | Südkorea   | 3   | 2 | 0 | 1 | 010:100 | +9    | 06     |
| 2.  | Neuseeland | 3   | 1 | 1 | 1 | 003:300 | ±0    | 04     |
| 3.  | Rumänien   | 3   | 1 | 1 | 1 | 001:400 | −3    | 04     |
| 4.  | Honduras   | 3   | 1 | 0 | 2 | 003:900 | −6    | 03     |

#### Neuseeland – Südkorea 1:0 (0:0)
| Neuseeland                                                               | Neuseeland | Südkorea | Südkorea |
| ------------------------------------------------------------------------ | --- | --- | -------- |
| Neuseeland                                                               | \| 1. Spieltag \| \| 22. Juli 2021 um 17:00 Uhr (10:00 Uhr MESZ) in Kashima (Kashima Stadium) \| \| Schiedsrichter: Victor Gomes ( Südafrika) 7 \|                                                                                                   | \| 1. Spieltag \| \| 22. Juli 2021 um 17:00 Uhr (10:00 Uhr MESZ) in Kashima (Kashima Stadium) \| \| Schiedsrichter: Victor Gomes ( Südafrika) 7 \| | Südkorea |
| Neuseeland                                                               | Michael Woud – Dane Ingham, Gianni Stensness, Winston Reid , Nando Pijnaker, Liberato Cacace – Elijah Just (71. Ben Waine), Joe Bell, Clayton Lewis (90.+4' Callan Elliot), Callum McCowatt (83. Marko Stamenic) – Chris Wood Cheftrainer: Danny Hay | Song Bum-keun – Lee You-hyeon, Jeong Tae-wook, Lee Sang-min , Kang Yoon-sung (87. Park Ji-soo) – Um Won-sang (59. Lee Dong-gyeong), Won Du-jae, Lee Kang-in (59. Lee Dong-jun), Kim Dong-hyun (78. Jeong Seung-won), Kwon Chang-hoon (59. Song Min-kyu) – Hwang Ui-jo Cheftrainer: Kim Hak-beom | Südkorea |
| Neuseeland                                                               | 1:0 Wood (70.) | | Südkorea |
| Neuseeland                                                               | Lewis (77.) | | Südkorea |
| 1. Spieltag                                                              | | |          |
| 22. Juli 2021 um 17:00 Uhr (10:00 Uhr MESZ) in Kashima (Kashima Stadium) | | |          |
| Schiedsrichter: Victor Gomes ( Südafrika) 7                              | | |          |

#### Honduras – Rumänien 0:1 (0:1)
| Honduras                                                                      | Honduras | Rumänien | Rumänien |
| ----------------------------------------------------------------------------- | --- | --- | -------- |
| Honduras                                                                      | \| 1. Spieltag \| \| 22. Juli 2021 um 20:00 Ortszeit (13:00 Uhr MESZ) in Kashima (Kashima Stadium) \| \| Schiedsrichter: Leodán González ( Uruguay) 8 \| | \| 1. Spieltag \| \| 22. Juli 2021 um 20:00 Ortszeit (13:00 Uhr MESZ) in Kashima (Kashima Stadium) \| \| Schiedsrichter: Leodán González ( Uruguay) 8 \| | Rumänien |
| Honduras                                                                      | Alex Güity (46. Michael Perelló) – Elvin Oliva (88. Christopher Meléndez), Denil Maldonado (88. Carlos Meléndez), José García, Wesly Decas – Douglas Martínez, Carlos Pineda, Jorge Álvarez, Rigoberto Rivas (57. Luis Palma) – Edwin Rodríguez (57. José Reyes), Jorge Benguché Cheftrainer: Miguel Falero ( Uruguay) | Mihai Aioani – Andrei Rațiu (75. Ricardo Grigore), Virgil Ghiță, Alex Pașcanu, Florin Ștefan (46. Radu Boboc) – Marius Marin , Marco Dulca – Alex Dobre, Andrei Ciobanu (69. Tudor Băluță), Valentin Gheorghe (55. Antonio Sefer) – George Ganea (68. Andrei Sîntean) Cheftrainer: Mirel Rădoi | Rumänien |
| Honduras                                                                      | 0:1 Oliva (45.+1', Eigentor) | | Rumänien |
| Honduras                                                                      | Oliva (27.), Álvarez (48.) | Dobre (44.), Dulca (71.), Sîntean (82.) | Rumänien |
| 1. Spieltag                                                                   | | |          |
| 22. Juli 2021 um 20:00 Ortszeit (13:00 Uhr MESZ) in Kashima (Kashima Stadium) | | |          |
| Schiedsrichter: Leodán González ( Uruguay) 8                                  | | |          |

#### Neuseeland – Honduras 2:3 (1:1)
| Neuseeland                                                               | Neuseeland | Honduras | Honduras |
| ------------------------------------------------------------------------ | --- | --- | -------- |
| Neuseeland                                                               | \| 2. Spieltag \| \| 25. Juli 2021 um 17:00 Uhr (10:00 Uhr MESZ) in Kashima (Kashima Stadium) \| \| Schiedsrichter: Orel Grinfeld ( Israel) 9 \| | \| 2. Spieltag \| \| 25. Juli 2021 um 17:00 Uhr (10:00 Uhr MESZ) in Kashima (Kashima Stadium) \| \| Schiedsrichter: Orel Grinfeld ( Israel) 9 \| | Honduras |
| Neuseeland                                                               | Michael Woud – Gianni Stensness, Winston Reid (6. George Stanger), Nando Pijnaker – Dane Ingham, Joe Bell, Clayton Lewis (64. Marko Stamenic), Liberato Cacace – Elijah Just (86. Joey Champness), Chris Wood, Callum McCowatt (65. Ben Waine) Cheftrainer: Danny Hay | Alex Güity – Christopher Meléndez (62. Elvin Oliva), Denil Maldonado (63. Carlos Meléndez), José García, Wesly Decas – José Reyes, Edwin Rodríguez, Jorge Álvarez (63. Rigoberto Rivas), Douglas Martínez (71. Juan Obregón Jr.) – Luis Palma, Jorge Benguché (46. Carlos Pineda) Cheftrainer: Miguel Falero ( Uruguay) | Honduras |
| Neuseeland                                                               | 1:0 Cacace (10.) 2:1 Wood (49.) | 1:1 Palma (45.) 2:2 Obregón Jr. (78.) 2:3 Rivas (87.) | Honduras |
| Neuseeland                                                               | Waine (75.), Stamenic (85.) | Decas (36.) | Honduras |
| 2. Spieltag                                                              | | |          |
| 25. Juli 2021 um 17:00 Uhr (10:00 Uhr MESZ) in Kashima (Kashima Stadium) | | |          |
| Schiedsrichter: Orel Grinfeld ( Israel) 9                                | | |          |

#### Rumänien – Südkorea 0:4 (0:1)
| Rumänien                                                                 | Rumänien | Südkorea | Südkorea |
| ------------------------------------------------------------------------ | --- | --- | -------- |
| Rumänien                                                                 | \| 2. Spieltag \| \| 25. Juli 2021 um 20:00 Uhr (13:00 Uhr MESZ) in Kashima (Kashima Stadium) \| \| Schiedsrichter: Jesús Valenzuela ( Venezuela) 10 \| | \| 2. Spieltag \| \| 25. Juli 2021 um 20:00 Uhr (13:00 Uhr MESZ) in Kashima (Kashima Stadium) \| \| Schiedsrichter: Jesús Valenzuela ( Venezuela) 10 \| | Südkorea |
| Rumänien                                                                 | Mihai Aioani – Alex Pașcanu, Marius Marin , Virgil Ghiță – Ion Gheorghe, Marco Dulca (77. Tudor Băluță), Andrei Ciobanu (76. Eduard Florescu), Radu Boboc (64. Ricardo Grigore) – Antonio Sefer (56. Valentin Gheorghe), Alex Dobre – George Ganea (56. Andrei Sîntean) Cheftrainer: Mirel Rădoi | Song Bum-keun – Seol Young-woo, Jeong Tae-wook , Park Ji-soo, Kang Yoon-sung – Lee Dong-jun (65. Song Min-kyu), Won Du-jae, Jeong Seung-won (46. Kwon Chang-hoon), Um Won-sang (90.+1' Kim Jae-woo) – Hwang Ui-jo (79. Lee Kang-in), Lee Dong-gyeong (79. Kim Jin-kyu) Cheftrainer: Kim Hak-beom | Südkorea |
| Rumänien                                                                 | 0:1 Marin (27., Eigentor) 0:2 Um (59.) 0:3 Lee K. (85., Elfmeter) 0:4 Lee K. (90.) | | Südkorea |
| Rumänien                                                                 | I. Gheorghe (25.), Pașcanu (67.) | Jeong S. (9.) | Südkorea |
| Rumänien                                                                 | I. Gheorghe (45.) | | Südkorea |
| 2. Spieltag                                                              | | |          |
| 25. Juli 2021 um 20:00 Uhr (13:00 Uhr MESZ) in Kashima (Kashima Stadium) | | |          |
| Schiedsrichter: Jesús Valenzuela ( Venezuela) 10                         | | |          |

#### Rumänien – Neuseeland 0:0
| Rumänien                                                              | Rumänien | Neuseeland | Neuseeland |
| --------------------------------------------------------------------- | --- | --- | ---------- |
| Rumänien                                                              | \| 3. Spieltag \| \| 28. Juli 2021 um 17:30 Uhr (10:30 Uhr MESZ) in Sapporo (Sapporo Dome) \| \| Schiedsrichter: Kevin Ortega ( Peru) 11 \| | \| 3. Spieltag \| \| 28. Juli 2021 um 17:30 Uhr (10:30 Uhr MESZ) in Sapporo (Sapporo Dome) \| \| Schiedsrichter: Kevin Ortega ( Peru) 11 \| | Neuseeland |
| Rumänien                                                              | Mihai Aioani – Andrei Chindriș (78. Ronaldo Deaconu), Virgil Ghiță, Ricardo Grigore – Andrei Rațiu, Marco Dulca (78. Andrei Ciobanu), Marius Marin , Florin Ștefan – Eduard Florescu (87. Antonio Sefer), Alex Dobre (78. Valentin Gheorghe) – Andrei Sîntean (59. George Ganea) Cheftrainer: Mirel Rădoi | Michael Woud – Callan Elliot (46. Dane Ingham), Gianni Stensness, Nando Pijnaker, Liberato Cacace – Marko Stamenic, Joe Bell – Elijah Just, Matthew Garbett (72. Clayton Lewis), Joey Champness (46. Callum McCowatt) – Chris Wood Cheftrainer: Danny Hay | Neuseeland |
| Rumänien                                                              | Chindriș (28.), Dulca (30.) | Garbett (21.), Elliot (42.), Stamenic (89.) | Neuseeland |
| 3. Spieltag                                                           | | |            |
| 28. Juli 2021 um 17:30 Uhr (10:30 Uhr MESZ) in Sapporo (Sapporo Dome) | | |            |
| Schiedsrichter: Kevin Ortega ( Peru) 11                               | | |            |

#### Südkorea – Honduras 6:0 (3:0)
| Südkorea                                                                                 | Südkorea | Honduras | Honduras |
| ---------------------------------------------------------------------------------------- | --- | --- | -------- |
| Südkorea                                                                                 | \| 3. Spieltag \| \| 28. Juli 2021 um 17:30 Uhr (10:30 Uhr MESZ) in Yokohama (International Stadium Yokohama) \| \| Schiedsrichter: Georgi Kabakow ( Bulgarien) 12 \| | \| 3. Spieltag \| \| 28. Juli 2021 um 17:30 Uhr (10:30 Uhr MESZ) in Yokohama (International Stadium Yokohama) \| \| Schiedsrichter: Georgi Kabakow ( Bulgarien) 12 \| | Honduras |
| Südkorea                                                                                 | Song Bum-keun – Seol Young-woo, Jeong Tae-wook , Park Ji-soo, Kang Yoon-sung (57. Kim Jae-woo) – Lee Dong-jun (46. Um Won-sang), Kim Jin-kyu, Won Du-jae (72. Kim Dong-hyun), Kim Jin-ya – Hwang Ui-jo (57. Lee Kang-in), Kwon Chang-hoon (73. Lee Dong-gyeong) Cheftrainer: Kim Hak-beom | Alex Güity – Elvin Oliva, Denil Maldonado , Carlos Meléndez, Wesly Decas – José Reyes, Carlos Pineda (46. Rigoberto Rivas), Edwin Rodríguez (70. Jorge Álvarez), Jonathan Núñez, Luis Palma (43. Christopher Meléndez) – Douglas Martínez (46. Brayan Moya) Cheftrainer: Miguel Falero ( Uruguay) | Honduras |
| Südkorea                                                                                 | 1:0 Hwang (12., Elfmeter) 2:0 Won (19., Elfmeter) 3:0 Hwang (45.+5') 4:0 Hwang (52., Elfmeter) 5:0 Kim Jin-ya (64.) 6:0 Lee K. (82.) | | Honduras |
| Südkorea                                                                                 | Lee K. (65.) | Ca. Meléndez (17.), Núñez (27.), Ch. Meléndez (51.) | Honduras |
| Südkorea                                                                                 | Ca. Meléndez (39.) | | Honduras |
| 3. Spieltag                                                                              | | |          |
| 28. Juli 2021 um 17:30 Uhr (10:30 Uhr MESZ) in Yokohama (International Stadium Yokohama) | | |          |
| Schiedsrichter: Georgi Kabakow ( Bulgarien) 12                                           | | |          |

### Gruppe C
| Pl. | Land        | Sp. | S | U | N | Tore    | Diff. | Punkte |
| --- | ----------- | --- | - | - | - | ------- | ----- | ------ |
| 1.  | Spanien     | 3   | 1 | 2 | 0 | 002:100 | +1    | 05     |
| 2.  | Ägypten     | 3   | 1 | 1 | 1 | 002:100 | +1    | 04     |
| 3.  | Argentinien | 3   | 1 | 1 | 1 | 002:300 | −1    | 04     |
| 4.  | Australien  | 3   | 1 | 0 | 2 | 002:300 | −1    | 03     |

#### Ägypten – Spanien 0:0
| Ägypten                                                             | Ägypten | Spanien | Spanien |
| ------------------------------------------------------------------- | --- | --- | ------- |
| Ägypten                                                             | \| 1. Spieltag \| \| 22. Jul 2021 um 16:30 Uhr (9:30 Uhr MESZ) in Sapporo (Sapporo Dome) \| \| Schiedsrichter: Adham Makhadmeh ( Jordanien) 13 \| | \| 1. Spieltag \| \| 22. Jul 2021 um 16:30 Uhr (9:30 Uhr MESZ) in Sapporo (Sapporo Dome) \| \| Schiedsrichter: Adham Makhadmeh ( Jordanien) 13 \| | Spanien |
| Ägypten                                                             | Mohamed El Shenawy – Karim Eraky (89. Karim Fouad), Osama Galal, Ahmed Hegazy , Mahmoud Hamdy, Ahmed Fotouh – Taher Mohamed (62. Ibrahim Adel), Akram Tawfik, Emam Ashour (63. Ammar Hamdy), Ramadan Sobhi (90.+3' Ahmed Ramadan) – Ahmed Rayan (63. Salah Mohsen) Cheftrainer: Shawky Gharib | Unai Simón – Óscar Mingueza (22. Jesús Vallejo), Eric García, Pau Torres, Juan Miranda – Dani Ceballos (45.+1' Jon Moncayola), Mikel Merino (68. Carlos Soler), Pedri – Marco Asensio (68. Bryan Gil), Mikel Oyarzabal (68. Rafa Mir), Dani Olmo Cheftrainer: Luis de la Fuente | Spanien |
| Ägypten                                                             | Fatouh (6.), Mohamed (44.), Hegazi (77.), Galal (89.) | | Spanien |
| 1. Spieltag                                                         | | |         |
| 22. Jul 2021 um 16:30 Uhr (9:30 Uhr MESZ) in Sapporo (Sapporo Dome) | | |         |
| Schiedsrichter: Adham Makhadmeh ( Jordanien) 13                     | | |         |

#### Argentinien – Australien 0:2 (0:1)
| Argentinien                                                      | Argentinien | Australien | Australien |
| ---------------------------------------------------------------- | --- | --- | ---------- |
| Argentinien                                                      | \| 1. Spieltag \| \| 22. Jul 2021 um 19:30 Uhr (12:30 MESZ) in Sapporo (Sapporo Dome) \| \| Schiedsrichter: Srđan Jovanović ( Serbien) 14 \| \| Spielbericht \| | \| 1. Spieltag \| \| 22. Jul 2021 um 19:30 Uhr (12:30 MESZ) in Sapporo (Sapporo Dome) \| \| Schiedsrichter: Srđan Jovanović ( Serbien) 14 \| \| Spielbericht \| | Australien |
| Argentinien                                                      | Jeremías Ledesma – Hernán De La Fuente (62. Marcelo Herrera), Nehuén Pérez , Facundo Medina, Francisco Ortega – Fernando Valenzuela (46. Ezequiel Ponce), Fausto Vera, Santiago Colombatto (78. Tomás Belmonte), Ezequiel Barco (82. Pedro De la Vega) – Adolfo Gaich, Alexis Mac Allister (78. Martin Payero) Cheftrainer: Fernando Batista | Thomas Glover – Nathaniel Atkinson, Thomas Deng , Harry Souttar, Joel King – Lachlan Wales (72. Caleb Watts), Denis Genreau (89. Keanu Baccus), Riley McGree (79. Nicholas D’Agostino), Connor Metcalfe, Daniel Arzani (79. Marco Tilio) – Mitch Duke Cheftrainer: Graham Arnold | Australien |
| Argentinien                                                      | 0:1 Wales (14.) 0:2 Tilio (80.) | | Australien |
| Argentinien                                                      | Ortega (45.+1'), Gaich (63.), Medina (67.), Ponce (85.) | Duke (32.), McGree (45.+2'), Atkinson (48.), Metcalfe (50.), Genreau (56.), Souttar (86.), Watts (90.+1') | Australien |
| Argentinien                                                      | Ortega (45.+2') | | Australien |
| 1. Spieltag                                                      | | |            |
| 22. Jul 2021 um 19:30 Uhr (12:30 MESZ) in Sapporo (Sapporo Dome) | | |            |
| Schiedsrichter: Srđan Jovanović ( Serbien) 14                    | | |            |
| Spielbericht                                                     | | |            |

#### Ägypten – Argentinien 0:1 (0:0)
| Ägypten                                                             | Ägypten | Argentinien | Argentinien |
| ------------------------------------------------------------------- | --- | --- | ----------- |
| Ägypten                                                             | \| 2. Spieltag \| \| 25. Jul 2021 um 16:30 Uhr (9:30 Uhr MESZ) in Sapporo (Sapporo Dome) \| \| Schiedsrichter: Georgi Kabakow ( Bulgarien) 15 \| | \| 2. Spieltag \| \| 25. Jul 2021 um 16:30 Uhr (9:30 Uhr MESZ) in Sapporo (Sapporo Dome) \| \| Schiedsrichter: Georgi Kabakow ( Bulgarien) 15 \| | Argentinien |
| Ägypten                                                             | Mohamed El Shenawy – Karim Eraky (46. Karim Fouad), Osama Galal (79. Nasser Maher), Ahmed Hegazy , Mahmoud Hamdy, Ahmed Fotouh – Salah Mohsen (60. Taher Mohamed), Akram Tawfik, Ammar Hamdy (60. Ibrahim Adel), Ramadan Sobhi – Ahmed Rayan Cheftrainer: Shawky Gharib | Jeremías Ledesma – Hernán De La Fuente, Nehuén Pérez , Facundo Medina, Claudio Bravo – Martin Payero (79. Tomás Belmonte), Fausto Vera, Alexis Mac Allister (89. Thiago Almada) – Pedro De la Vega, Adolfo Gaich (62. Ezequiel Ponce), Ezequiel Barco (62. Agustín Urzi) Cheftrainer: Fernando Batista | Argentinien |
| Ägypten                                                             | 0:1 Medina (52.) | | Argentinien |
| Ägypten                                                             | Ponce (72.), Belmonte (84.), De la Vega (84.), Pérez (86.) | | Argentinien |
| 2. Spieltag                                                         | | |             |
| 25. Jul 2021 um 16:30 Uhr (9:30 Uhr MESZ) in Sapporo (Sapporo Dome) | | |             |
| Schiedsrichter: Georgi Kabakow ( Bulgarien) 15                      | | |             |

#### Australien – Spanien 0:1 (0:0)
| Australien                                                           | Australien | Spanien | Spanien |
| -------------------------------------------------------------------- | --- | --- | ------- |
| Australien                                                           | \| 2. Spieltag \| \| 25. Jul 2021 um 19:30 Uhr (12:30 Uhr MESZ) in Sapporo (Sapporo Dome) \| \| Schiedsrichter: Bamlak Tessema Weyesa ( Äthiopien) 16 \| | \| 2. Spieltag \| \| 25. Jul 2021 um 19:30 Uhr (12:30 Uhr MESZ) in Sapporo (Sapporo Dome) \| \| Schiedsrichter: Bamlak Tessema Weyesa ( Äthiopien) 16 \|                                                                            | Spanien |
| Australien                                                           | Thomas Glover – Nathaniel Atkinson, Thomas Deng (83. Nicholas D’Agostino), Harry Souttar, Joel King – Lachlan Wales (63. Kye Rowles), Denis Genreau (73. Caleb Watts), Riley McGree (72. Keanu Baccus), Connor Metcalfe, Daniel Arzani (63. Marco Tilio) – Mitch Duke Cheftrainer: Graham Arnold | Unai Simón – Óscar Gil (77. Rafa Mir), Eric García, Pau Torres, Marc Cucurella – Carlos Soler (68. Marco Asensio), Martín Zubimendi, Pedri – Dani Olmo, Mikel Oyarzabal , Javi Puado (57. Bryan Gil) Cheftrainer: Luis de la Fuente | Spanien |
| Australien                                                           | 0:1 Oyarzabal (81.) | | Spanien |
| Australien                                                           | Wales (43.), McGree (52.), Duke (57.), Atkinson (90.+5') | Gil (3.), Simón (90.+1') | Spanien |
| 2. Spieltag                                                          | | |         |
| 25. Jul 2021 um 19:30 Uhr (12:30 Uhr MESZ) in Sapporo (Sapporo Dome) | | |         |
| Schiedsrichter: Bamlak Tessema Weyesa ( Äthiopien) 16                | | |         |

#### Spanien – Argentinien 1:1 (0:0)
| Spanien                                                                  | Spanien | Argentinien | Argentinien |
| ------------------------------------------------------------------------ | --- | --- | ----------- |
| Spanien                                                                  | \| 3. Spieltag \| \| 28. Juli 2021 um 20:00 Uhr (13:00 Uhr MESZ) in Saitama (Saitama Stadium) \| \| Schiedsrichter: Ismail Elfath ( Vereinigte Staaten) 17 \| | \| 3. Spieltag \| \| 28. Juli 2021 um 20:00 Uhr (13:00 Uhr MESZ) in Saitama (Saitama Stadium) \| \| Schiedsrichter: Ismail Elfath ( Vereinigte Staaten) 17 \| | Argentinien |
| Spanien                                                                  | Unai Simón – Óscar Gil (88. Jesús Vallejo), Eric García, Pau Torres, Marc Cucurella – Mikel Merino (88. Jon Moncayola), Martín Zubimendi, Pedri (74. Carlos Soler) – Marco Asensio, Mikel Oyarzabal (74. Rafa Mir), Dani Olmo (85. Bryan Gil) Cheftrainer: Luis de la Fuente | Jeremías Ledesma – Marcelo Herrera, Nehuén Pérez , Facundo Medina, Claudio Bravo (83. Leonel Mosevich) – Tomás Belmonte, Fausto Vera (55. Santiago Colombatto) – Ezequiel Barco (46. Pedro De la Vega), Alexis Mac Allister (55. Martin Payero), Agustín Urzi (70. Thiago Almada) – Adolfo Gaich Cheftrainer: Fernando Batista | Argentinien |
| Spanien                                                                  | 1:0 Merino (66.) | 1:1 Belmonte (87.) | Argentinien |
| Spanien                                                                  | Gil (82.) | Pérez (9.), Vera (53.), Colombatto (58.), Payero (61.), Bravo (81.), Mosevich (90.+2') | Argentinien |
| 3. Spieltag                                                              | | |             |
| 28. Juli 2021 um 20:00 Uhr (13:00 Uhr MESZ) in Saitama (Saitama Stadium) | | |             |
| Schiedsrichter: Ismail Elfath ( Vereinigte Staaten) 17                   | | |             |

#### Australien – Ägypten 0:2 (0:1)
| Australien                                                           | Australien | Ägypten | Ägypten |
| -------------------------------------------------------------------- | --- | --- | ------- |
| Australien                                                           | \| 3. Spieltag \| \| 28. Juli 2021 um 20:00 Uhr (13:00 Uhr MESZ) in Rifu[3] (Miyagi Stadium) \| \| Schiedsrichter: Artur Dias ( Portugal) 18 \| | \| 3. Spieltag \| \| 28. Juli 2021 um 20:00 Uhr (13:00 Uhr MESZ) in Rifu[3] (Miyagi Stadium) \| \| Schiedsrichter: Artur Dias ( Portugal) 18 \| | Ägypten |
| Australien                                                           | Thomas Glover – Thomas Deng , Harry Souttar, Kye Rowles, Joel King – Dylan Pierias (46. Daniel Arzani), Denis Genreau (46. Keanu Baccus), Connor Metcalfe (90.+2' Cameron Devlin), Lachlan Wales (63. Jay Rich-Baghuelou) – Marco Tilio, Nicholas D’Agostino (90.+2' Caleb Watts) Cheftrainer: Graham Arnold | Mohamed El Shenawy – Osama Galal, Ahmed Hegazy , Mahmoud Hamdy – Karim Eraky, Akram Tawfik (90.+1' Emam Ashour), Ramadan Sobhi (90.+1' Nasser Maher), Ahmed Fotouh – Salah Mohsen (61. Ammar Hamdy), Taher Mohamed (79. Ibrahim Adel) – Ahmed Rayan (79. Nasser Mansy) Cheftrainer: Shawky Gharib | Ägypten |
| Australien                                                           | 0:1 Rayan (44.) 0:2 A. Hamdy (85.) | | Ägypten |
| Australien                                                           | Baccus (77.) | Tawfik (36.), A. Hamdy (90.+3') | Ägypten |
| 3. Spieltag                                                          | | |         |
| 28. Juli 2021 um 20:00 Uhr (13:00 Uhr MESZ) in Rifu (Miyagi Stadium) | | |         |
| Schiedsrichter: Artur Dias ( Portugal) 18                            | | |         |

### Gruppe D
| Pl. | Land           | Sp. | S | U | N | Tore    | Diff. | Punkte |
| --- | -------------- | --- | - | - | - | ------- | ----- | ------ |
| 1.  | Brasilien      | 3   | 2 | 1 | 0 | 007:300 | +4    | 07     |
| 2.  | Elfenbeinküste | 3   | 1 | 2 | 0 | 003:200 | +1    | 05     |
| 3.  | Deutschland    | 3   | 1 | 1 | 1 | 006:700 | −1    | 04     |
| 4.  | Saudi-Arabien  | 3   | 0 | 0 | 3 | 004:800 | −4    | 0      |

#### Elfenbeinküste – Saudi-Arabien 2:1 (1:1)
| Elfenbeinküste                                                                          | Elfenbeinküste | Saudi-Arabien | Saudi-Arabien |
| --------------------------------------------------------------------------------------- | --- | --- | ------------- |
| Elfenbeinküste                                                                          | \| 1. Spieltag \| \| 22. Jul 2021 um 17:30 Uhr (10:30 Uhr MESZ) in Yokohama (International Stadium Yokohama) \| \| Schiedsrichter: Matthew Conger ( Neuseeland) 19 \| \| Spielbericht \|                                                                                      | \| 1. Spieltag \| \| 22. Jul 2021 um 17:30 Uhr (10:30 Uhr MESZ) in Yokohama (International Stadium Yokohama) \| \| Schiedsrichter: Matthew Conger ( Neuseeland) 19 \| \| Spielbericht \| | Saudi-Arabien |
| Elfenbeinküste                                                                          | Eliezer Ira – Wilfried Singo, Eric Bailly, Kouadio-Yves Dabila, Ismaël Diallo – Eboué Kouassi, Idrissa Doumbia (66. Youssouf Dao) – Amad Diallo (90.+1' Cheick Timité), Franck Kessié, Max Gradel (90.+2' Aboubacar Doumbia) – Christian Kouamé Cheftrainer: Soualiho Haïdara | Mohammed al-Rubaie – Saud Abdulhamid, Abdulelah al-Amri (76. Khalifah al-Dawsari), Abdulbasit Hindi, Yasser al-Shahrani – Ali al-Hassan (76. Khalid al-Ghannam), Salman al-Faraj – Ayman Yahya (67. Ayman al-Khulaif), Sami al-Najei, Salem al-Dawsari – Abdullah al-Hamdan (63. Abdulrahman Ghareeb) Cheftrainer: Saad al-Shehri | Saudi-Arabien |
| Elfenbeinküste                                                                          | 1:0 al-Amri (39., Eigentor) 2:1 Kessié (66.) | 1:1 S. al-Dawsari (44.) | Saudi-Arabien |
| Elfenbeinküste                                                                          | Kessié (70.), Gradel (86.) | al-Naji (80.), al-Faraj (90.+7') | Saudi-Arabien |
| Elfenbeinküste                                                                          | A. Doumbia (90.+7') | | Saudi-Arabien |
| 1. Spieltag                                                                             | | |               |
| 22. Jul 2021 um 17:30 Uhr (10:30 Uhr MESZ) in Yokohama (International Stadium Yokohama) | | |               |
| Schiedsrichter: Matthew Conger ( Neuseeland) 19                                         | | |               |
| Spielbericht                                                                            | | |               |

#### Brasilien – Deutschland 4:2 (3:0)
| Brasilien                                                                               | Brasilien | Deutschland | Deutschland |
| --------------------------------------------------------------------------------------- | --- | --- | ----------- |
| Brasilien                                                                               | \| 1. Spieltag \| \| 22. Jul 2021 um 20:30 Uhr (13:30 Uhr MESZ) in Yokohama (International Stadium Yokohama) \| \| Schiedsrichter: Iván Barton ( El Salvador) 20 \| \| Spielbericht \|                          | \| 1. Spieltag \| \| 22. Jul 2021 um 20:30 Uhr (13:30 Uhr MESZ) in Yokohama (International Stadium Yokohama) \| \| Schiedsrichter: Iván Barton ( El Salvador) 20 \| \| Spielbericht \| | Deutschland |
| Brasilien                                                                               | Santos – Dani Alves , Nino, Diego Carlos, Guilherme Arana – Douglas Luiz, Bruno Guimarães – Antony (73. Paulinho), Claudinho (65. Malcom) – Richarlison (73. Reinier), Matheus Cunha Cheftrainer: André Jardine | Florian Müller – Benjamin Henrichs, Amos Pieper (46. Jordan Torunarigha), Felix Uduokhai, David Raum – Arne Maier, Maximilian Arnold , Anton Stach (80. Keven Schlotterbeck) – Marco Richter (68. Ragnar Ache), Max Kruse (68. Eduard Löwen), Nadiem Amiri (74. Cedric Teuchert) Cheftrainer: Stefan Kuntz | Deutschland |
| Brasilien                                                                               | 1:0 Richarlison (8.) 2:0 Richarlison (22.) 3:0 Richarlison (30.) 4:2 Paulinho (90.+4') | 3:1 Amiri (57.) 3:2 Ache (83.) | Deutschland |
| Brasilien                                                                               | Douglas Luiz (83.) | Pieper (27.), Arnold (35.), Stach (59.), Henrichs (86.), Torunarigha (87.) | Deutschland |
| Brasilien                                                                               | Arnold (63.) | | Deutschland |
| Brasilien                                                                               | Müller hält Handelfmeter von Cunha (45.+2') | | Deutschland |
| 1. Spieltag                                                                             | | |             |
| 22. Jul 2021 um 20:30 Uhr (13:30 Uhr MESZ) in Yokohama (International Stadium Yokohama) | | |             |
| Schiedsrichter: Iván Barton ( El Salvador) 20                                           | | |             |
| Spielbericht                                                                            | | |             |

#### Brasilien – Elfenbeinküste 0:0
| Brasilien                                                                               | Brasilien | Elfenbeinküste | Elfenbeinküste |
| --------------------------------------------------------------------------------------- | --- | --- | -------------- |
| Brasilien                                                                               | \| 2. Spieltag \| \| 25. Jul 2021 um 17:30 Uhr (10:30 Uhr MESZ) in Yokohama (International Stadium Yokohama) \| \| Schiedsrichter: Ismail Elfath ( Vereinigte Staaten) 21 \|                                               | \| 2. Spieltag \| \| 25. Jul 2021 um 17:30 Uhr (10:30 Uhr MESZ) in Yokohama (International Stadium Yokohama) \| \| Schiedsrichter: Ismail Elfath ( Vereinigte Staaten) 21 \| | Elfenbeinküste |
| Brasilien                                                                               | Santos – Dani Alves , Nino, Diego Carlos, Guilherme Arana – Douglas Luiz, Bruno Guimarães – Antony (74. Malcom), Richarlison (79. Paulinho), Claudinho – Matheus Cunha (74. Gabriel Martinelli) Cheftrainer: André Jardine | Eliezer Ira – Wilfried Singo, Eric Bailly, Kouadio-Yves Dabila, Ismaël Diallo – Eboué Kouassi, Zié Outtara (63. Koffi Kouao) – Amad Diallo (63. Christian Kouamé), Franck Kessié (90.+3' Idrissa Doumbia), Max Gradel (90.+3' Kader Keïta) – Youssouf Dao (75. Cheick Timité) Cheftrainer: Soualiho Haïdara | Elfenbeinküste |
| Brasilien                                                                               | I. Diallo (19.), Kouassi (65.) | | Elfenbeinküste |
| Brasilien                                                                               | Kouassi (79.) | | Elfenbeinküste |
| Brasilien                                                                               | Douglas Luiz (14.) | | Elfenbeinküste |
| 2. Spieltag                                                                             | | |                |
| 25. Jul 2021 um 17:30 Uhr (10:30 Uhr MESZ) in Yokohama (International Stadium Yokohama) | | |                |
| Schiedsrichter: Ismail Elfath ( Vereinigte Staaten) 21                                  | | |                |

#### Saudi-Arabien – Deutschland 2:3 (1:2)
| Saudi-Arabien                                                                           | Saudi-Arabien | Deutschland | Deutschland |
| --------------------------------------------------------------------------------------- | --- | --- | ----------- |
| Saudi-Arabien                                                                           | \| 2. Spieltag \| \| 25. Jul 2021 um 20:30 Uhr (13:30 Uhr MESZ) in Yokohama (International Stadium Yokohama) \| \| Schiedsrichter: Victor Gomes ( Südafrika) 22 \| | \| 2. Spieltag \| \| 25. Jul 2021 um 20:30 Uhr (13:30 Uhr MESZ) in Yokohama (International Stadium Yokohama) \| \| Schiedsrichter: Victor Gomes ( Südafrika) 22 \| | Deutschland |
| Saudi-Arabien                                                                           | Mohammed al-Rubaie – Saud Abdulhamid (86. Hamad al-Yami), Abdulelah al-Amri, Abdulbasit Hindi (86. Khalifah al-Dawsari), Yasser al-Shahrani – Ayman al-Khulaif (68. Abdulrahman Ghareeb), Salman al-Faraj (86. Ayman Yahya), Sami al-Najei, Ali al-Hassan, Salem al-Dawsari – Abdullah al-Hamdan Cheftrainer: Saad al-Shehri | Florian Müller – Benjamin Henrichs, Amos Pieper, Felix Uduokhai, David Raum – Arne Maier (71. Anton Stach), Eduard Löwen – Cedric Teuchert (69. Jordan Torunarigha), Max Kruse , Nadiem Amiri (73. Keven Schlotterbeck) – Ragnar Ache (83. Marco Richter) Cheftrainer: Stefan Kuntz | Deutschland |
| Saudi-Arabien                                                                           | 1:1 al-Najei (30.) 2:2 al-Najei (50.) | 0:1 Amiri (11.) 1:2 Ache (43.) 2:3 Uduokhai (75.) | Deutschland |
| Saudi-Arabien                                                                           | al-Hamdan (90.+4') | | Deutschland |
| Saudi-Arabien                                                                           | Pieper (67.) | | Deutschland |
| 2. Spieltag                                                                             | | |             |
| 25. Jul 2021 um 20:30 Uhr (13:30 Uhr MESZ) in Yokohama (International Stadium Yokohama) | | |             |
| Schiedsrichter: Victor Gomes ( Südafrika) 22                                            | | |             |

#### Saudi-Arabien – Brasilien 1:3 (1:1)
| Saudi-Arabien                                                            | Saudi-Arabien | Brasilien | Brasilien |
| ------------------------------------------------------------------------ | --- | --- | --------- |
| Saudi-Arabien                                                            | \| 3. Spieltag \| \| 28. Juli 2021 um 17:00 Uhr (10:00 Uhr MESZ) in Saitama (Saitama Stadium) \| \| Schiedsrichter: Bamlak Tessema Weyesa ( Äthiopien) 23 \| | \| 3. Spieltag \| \| 28. Juli 2021 um 17:00 Uhr (10:00 Uhr MESZ) in Saitama (Saitama Stadium) \| \| Schiedsrichter: Bamlak Tessema Weyesa ( Äthiopien) 23 \| | Brasilien |
| Saudi-Arabien                                                            | Amin Bukhari – Saud Abdulhamid, Khalifah al-Dawsari (89. Khalid al-Ghannam), Abdulelah al-Amri, Abdulbasit Hindi, Yasser al-Shahrani – Sami al-Najei (61. Abdulrahman Ghareeb), Ali al-Hassan (61. Mukhtar Ali), Salman al-Faraj (89. Nasser al-Omran), Salem al-Dawsari – Abdullah al-Hamdan (77. Firas al-Buraikan) Cheftrainer: Saad al-Shehri | Santos – Dani Alves , Nino, Diego Carlos, Guilherme Arana (90. Abner Vinícius) – Matheus Henrique, Bruno Guimarães (84. Gabriel Menino) – Antony (46. Malcom), Matheus Cunha (84. Gabriel Martinelli), Claudinho (71. Reinier) – Richarlison Cheftrainer: André Jardine | Brasilien |
| Saudi-Arabien                                                            | 1:1 al-Amri (27.) | 0:1 Cunha (14.) 1:2 Richarlison (76.) 1:3 Richarlison (90.+3') | Brasilien |
| Saudi-Arabien                                                            | al-Shahrani (29.), Ali (74.), K. al-Dawsari (80.), Bukhari (90.+4') | Arana (26.), Martinelli (90.+6'), Alves (90.+8') | Brasilien |
| 3. Spieltag                                                              | | |           |
| 28. Juli 2021 um 17:00 Uhr (10:00 Uhr MESZ) in Saitama (Saitama Stadium) | | |           |
| Schiedsrichter: Bamlak Tessema Weyesa ( Äthiopien) 23                    | | |           |

#### Deutschland – Elfenbeinküste 1:1 (0:0)
| Deutschland                                                          | Deutschland | Elfenbeinküste | Elfenbeinküste |
| -------------------------------------------------------------------- | --- | --- | -------------- |
| Deutschland                                                          | \| 3. Spieltag \| \| 28. Juli 2021 um 17:00 Uhr (10:00 Uhr MESZ) in Rifu[3] (Miyagi Stadium) \| \| Schiedsrichter: Leodán González ( Uruguay) 24 \| | \| 3. Spieltag \| \| 28. Juli 2021 um 17:00 Uhr (10:00 Uhr MESZ) in Rifu[3] (Miyagi Stadium) \| \| Schiedsrichter: Leodán González ( Uruguay) 24 \|                                                                                            | Elfenbeinküste |
| Deutschland                                                          | Florian Müller – Benjamin Henrichs, Jordan Torunarigha, Felix Uduokhai, David Raum – Maximilian Arnold (46. Eduard Löwen), Arne Maier (79. Anton Stach) – Marco Richter (62. Cedric Teuchert), Max Kruse, Nadiem Amiri (88. Keven Schlotterbeck) – Ragnar Ache Cheftrainer: Stefan Kuntz | Eliezer Ira – Wilfried Singo, Eric Bailly, Kouadio-Yves Dabila, Ismaël Diallo – Idrissa Doumbia (57. Amad Diallo), Kader Keïta – Christian Kouamé (90.+3' Zié Outtara), Franck Kessié, Max Gradel – Youssouf Dao Cheftrainer: Soualiho Haïdara | Elfenbeinküste |
| Deutschland                                                          | 1:1 Löwen (73.) | 0:1 Henrichs (67., Eigentor) | Elfenbeinküste |
| Deutschland                                                          | Arnold (30.) | Kouamé (1.), Keïta (21.) | Elfenbeinküste |
| 3. Spieltag                                                          | | |                |
| 28. Juli 2021 um 17:00 Uhr (10:00 Uhr MESZ) in Rifu (Miyagi Stadium) | | |                |
| Schiedsrichter: Leodán González ( Uruguay) 24                        | | |                |

## Viertelfinale

### Spanien – Elfenbeinküste 5:2 n.V. (2:2, 1:1)
| Spanien                                                                       | Spanien | Elfenbeinküste | Elfenbeinküste |
| ----------------------------------------------------------------------------- | --- | --- | -------------- |
| Spanien                                                                       | \| 1. Viertelfinale \| \| 31. Juli 2021 um 17:00 Uhr Ortszeit (10:00 Uhr MESZ) in Rifu[3] (Miyagi Stadium) \| \| Schiedsrichter: Jesús Valenzuela ( Venezuela) 25 \| | \| 1. Viertelfinale \| \| 31. Juli 2021 um 17:00 Uhr Ortszeit (10:00 Uhr MESZ) in Rifu[3] (Miyagi Stadium) \| \| Schiedsrichter: Jesús Valenzuela ( Venezuela) 25 \|                                                                                          | Elfenbeinküste |
| Spanien                                                                       | Unai Simón – Óscar Mingueza (10. Jesús Vallejo), Eric García, Pau Torres, Juan Miranda (106. Marc Cucurella) – Mikel Merino (90.+2' Rafa Mir), Martín Zubimendi (106. Jon Moncayola), Pedri (102. Carlos Soler) – Marco Asensio (68. Bryan Gil), Mikel Oyarzabal, Dani Olmo Cheftrainer: Luis de la Fuente | Eliezer Ira – Wilfried Singo, Eric Bailly, Kouadio-Yves Dabila, Ismaël Diallo – Cheick Timité (63. Amad Diallo), Eboue Kouassi (114. Koffi Kouao), Franck Kessié, Max Gradel – Christian Kouamé (90. Kader Keïta), Youssouf Dao Cheftrainer: Soualiho Haïdara | Elfenbeinküste |
| Spanien                                                                       | 1:1 Olmo (30.) 2:2 Mir (90.+3') 3:2 Oyarzabal (98., Handelfmeter) 4:2 Mir (117.) 5:2 Mir (120.+1') | 0:1 Bailly (11.) 1:2 Gradel (90.+1') | Elfenbeinküste |
| Spanien                                                                       | Olmo (70.), García (77.), Soler (114.) | Dabila (74.) | Elfenbeinküste |
| 1. Viertelfinale                                                              | | |                |
| 31. Juli 2021 um 17:00 Uhr Ortszeit (10:00 Uhr MESZ) in Rifu (Miyagi Stadium) | | |                |
| Schiedsrichter: Jesús Valenzuela ( Venezuela) 25                              | | |                |

### Japan – Neuseeland 0:0 n.V., 4:2 i.E.
| Japan                                                                             | Japan | Neuseeland | Neuseeland |
| --------------------------------------------------------------------------------- | --- | --- | ---------- |
| Japan                                                                             | \| 2. Viertelfinale \| \| 31. Juli 2021 um 18:00 Uhr Ortszeit (11:00 Uhr MESZ) in Kashima (Kashima Stadium) \| \| Schiedsrichter: Ismail Elfath ( Vereinigte Staaten) 26 \| | \| 2. Viertelfinale \| \| 31. Juli 2021 um 18:00 Uhr Ortszeit (11:00 Uhr MESZ) in Kashima (Kashima Stadium) \| \| Schiedsrichter: Ismail Elfath ( Vereinigte Staaten) 26 \|                                                                                            | Neuseeland |
| Japan                                                                             | Kōsei Tani – Daiki Hashioka, Maya Yoshida , Takehiro Tomiyasu, Reo Hatate (91. Kaoru Mitoma) – Ao Tanaka (91. Kō Itakura), Wataru Endō – Ritsu Dōan (106. Kōji Miyoshi), Takefusa Kubo, Yūki Sōma (69. Yūta Nakayama) – Daichi Hayashi (69. Ayase Ueda) Cheftrainer: Akinobu Yokouchi | Michael Woud – Gianni Stensness, Winston Reid (51. Callum McCowatt), Nando Pijnaker – Callan Elliot (79. Dane Ingham), Clayton Lewis, Joe Bell, Matthew Garbett (79. Elijah Just), Liberato Cacace – Chris Wood, Ben Waine (85. Joey Champness) Cheftrainer: Danny Hay | Neuseeland |
| Japan                                                                             | Elfmeterschießen | | Neuseeland |
| Japan                                                                             | 1:1 Ueda 2:1 Itakura 3:1 Nakayama 4:2 Yoshida | 0:1 Wood Cacace Lewis 3:2 McCowatt | Neuseeland |
| Japan                                                                             | Tomiyasu (89.), Miyoshi (114.) | Bell (19.), Stensness (55.), Garbett (64.), Cacace (71.) | Neuseeland |
| 2. Viertelfinale                                                                  | | |            |
| 31. Juli 2021 um 18:00 Uhr Ortszeit (11:00 Uhr MESZ) in Kashima (Kashima Stadium) | | |            |
| Schiedsrichter: Ismail Elfath ( Vereinigte Staaten) 26                            | | |            |

### Brasilien – Ägypten 1:0 (1:0)
| Brasilien                                                                         | Brasilien | Ägypten | Ägypten |
| --------------------------------------------------------------------------------- | --- | --- | ------- |
| Brasilien                                                                         | \| 3. Viertelfinale \| \| 31. Juli 2021 um 19:00 Uhr Ortszeit (12:00 Uhr MESZ) in Saitama (Saitama Stadium) \| \| Schiedsrichter: Chris Beath ( Australien) 27 \|                                                                       | \| 3. Viertelfinale \| \| 31. Juli 2021 um 19:00 Uhr Ortszeit (12:00 Uhr MESZ) in Saitama (Saitama Stadium) \| \| Schiedsrichter: Chris Beath ( Australien) 27 \| | Ägypten |
| Brasilien                                                                         | Santos – Dani Alves , Nino, Diego Carlos, Guilherme Arana – Douglas Luiz, Bruno Guimarães – Antony (65. Malcom), Claudinho (65. Reinier), Richarlison (90.+2' Gabriel Menino) – Matheus Cunha (54. Paulinho) Cheftrainer: André Jardine | Mohamed El Shenawy – Osama Galal, Ahmed Hegazy, Mahmoud Hamdy – Karim Eraky (62. Emam Ashour), Akram Tawfik, Ammar Hamdy (84. Nasser Mansy), Ahmed Fotouh – Ramadan Sobhi , Ahmed Rayan (62. Salah Mohsen), Taher Mohamed (84. Nasser Maher) Cheftrainer: Shawky Gharib | Ägypten |
| Brasilien                                                                         | 1:0 Cunha (37.) | | Ägypten |
| Brasilien                                                                         | Antony (32.) | Tawfik (42.) | Ägypten |
| 3. Viertelfinale                                                                  | | |         |
| 31. Juli 2021 um 19:00 Uhr Ortszeit (12:00 Uhr MESZ) in Saitama (Saitama Stadium) | | |         |
| Schiedsrichter: Chris Beath ( Australien) 27                                      | | |         |

### Südkorea – Mexiko 3:6 (1:3)
| Südkorea                                                                                          | Südkorea | Mexiko | Mexiko |
| ------------------------------------------------------------------------------------------------- | --- | --- | ------ |
| Südkorea                                                                                          | \| 4. Viertelfinale \| \| 31. Juli 2021 um 20:00 Uhr Ortszeit (13:00 Uhr MESZ) in Yokohama (International Stadium Yokohama) \| \| Schiedsrichter: Orel Grinfeld ( Israel) 28 \| | \| 4. Viertelfinale \| \| 31. Juli 2021 um 20:00 Uhr Ortszeit (13:00 Uhr MESZ) in Yokohama (International Stadium Yokohama) \| \| Schiedsrichter: Orel Grinfeld ( Israel) 28 \| | Mexiko |
| Südkorea                                                                                          | Song Bum-keun – Seol Young-woo, Jeong Tae-wook , Park Ji-soo (81. Kim Jae-woo), Kang Yoon-sung (46. Um Won-sang, 73. Lee Kang-in) – Lee Dong-jun, Kim Jin-kyu (46. Won Du-jae), Lee Dong-gyeong, Kim Dong-hyun (46. Kwon Chang-hoon), Kim Jin-ya – Hwang Ui-jo Cheftrainer: Kim Hak-beom | Guillermo Ochoa – Vladimir Loroña, César Montes, Johan Vásquez (80. Jesús Angulo), Jorge Sánchez – Luis Romo, José Joaquín Esquivel, Sebastián Córdova (73. Fernando Beltrán) – Uriel Antuna (72. Diego Lainez), Henry Martín (78. Eduardo Aguirre), Alexis Vega (78. Jesús Angulo) Cheftrainer: Jaime Lozano | Mexiko |
| Südkorea                                                                                          | 1:1 Lee Dong-gyeong (20.) 2:3 Lee Dong-gyeong (51.) 3:6 Hwang (90.+1') | 0:1 Martín (12.) 1:2 Romo (29.) 1:3 Córdova (39., Foulelfmeter) 2:4 Martín (54.) 2:5 Córdova (63.) 2:6 Aguirre (84.) | Mexiko |
| Südkorea                                                                                          | Jeong (34.), Kang (38.), Won (49.) | Vásquez (32.), Sánchez (76.), Angulo (90.) | Mexiko |
| 4. Viertelfinale                                                                                  | | |        |
| 31. Juli 2021 um 20:00 Uhr Ortszeit (13:00 Uhr MESZ) in Yokohama (International Stadium Yokohama) | | |        |
| Schiedsrichter: Orel Grinfeld ( Israel) 28                                                        | | |        |

## Halbfinale

### Mexiko – Brasilien 0:0 n.V., 1:4 i.E.
| Mexiko                                                                    | Mexiko | Brasilien | Brasilien |
| ------------------------------------------------------------------------- | --- | --- | --------- |
| Mexiko                                                                    | \| 1. Halbfinale \| \| 3. August 2021 um 17:00 Uhr (10:00 Uhr MESZ) in Kashima (Kashima Stadium) \| \| Schiedsrichter: Georgi Kabakow ( Bulgarien) 29 \| | \| 1. Halbfinale \| \| 3. August 2021 um 17:00 Uhr (10:00 Uhr MESZ) in Kashima (Kashima Stadium) \| \| Schiedsrichter: Georgi Kabakow ( Bulgarien) 29 \|                                                                                     | Brasilien |
| Mexiko                                                                    | Guillermo Ochoa – Vladimir Loroña, César Montes, Johan Vásquez, Jesús Angulo (98. Adrián Mora) – Luis Romo, José Joaquín Esquivel (46. Carlos Rodríguez) – Uriel Antuna (62. Diego Lainez), Sebastián Córdova (78. Jesús Angulo), Alexis Vega (90.+2' Roberto Alvarado) – Henry Martín (98. Eduardo Aguirre) Cheftrainer: Jaime Lozano | Santos – Dani Alves , Nino, Diego Carlos, Guilherme Arana – Douglas Luiz (115. Matheus Henrique), Bruno Guimarães – Antony (91. Malcom), Claudinho (73. Reinier), Paulinho (67. Gabriel Martinelli) – Richarlison Cheftrainer: André Jardine | Brasilien |
| Mexiko                                                                    | Elfmeterschießen | | Brasilien |
| Mexiko                                                                    | Santos hält gegen Aguirre Santos hält gegen Vásquez 1:3 Rodríguez | 0:1 Alves 0:2 Martinelli 0:3 Guimarães 1:4 Reinier | Brasilien |
| Mexiko                                                                    | Montes (40.), Lainez (74.), Loroña (76.), Romo (105.) | Carlos (37.), Antony (64.), Guimarães (72.), Reinier (76.), Douglas Luiz (110.) | Brasilien |
| 1. Halbfinale                                                             | | |           |
| 3. August 2021 um 17:00 Uhr (10:00 Uhr MESZ) in Kashima (Kashima Stadium) | | |           |
| Schiedsrichter: Georgi Kabakow ( Bulgarien) 29                            | | |           |

### Japan – Spanien 0:1 n.V.
| Japan                                                                              | Japan | Spanien | Spanien |
| ---------------------------------------------------------------------------------- | --- | --- | ------- |
| Japan                                                                              | \| 2. Halbfinale \| \| 3. August 2021 um 20:00 Uhr Ortszeit (13:00 Uhr MESZ) in Saitama (Saitama Stadium) \| \| Schiedsrichter: Kevin Ortega ( Peru) 30 \| | \| 2. Halbfinale \| \| 3. August 2021 um 20:00 Uhr Ortszeit (13:00 Uhr MESZ) in Saitama (Saitama Stadium) \| \| Schiedsrichter: Kevin Ortega ( Peru) 30 \| | Spanien |
| Japan                                                                              | Kōsei Tani – Hiroki Sakai, Maya Yoshida , Kō Itakura, Yūta Nakayama – Ritsu Dōan (91. Daizen Maeda), Wataru Endō, Takefusa Kubo (91. Kōji Miyoshi), Ao Tanaka (118. Daiki Hashioka), Reo Hatate (65. Yūki Sōma) – Daichi Hayashi (65. Ayase Ueda) Cheftrainer: Akinobu Yokouchi | Unai Simón – Óscar Gil (46. Jesús Vallejo), Eric García, Pau Torres, Marc Cucurella (106. Juan Miranda) – Mikel Merino (59. Carlos Soler), Martín Zubimendi (97. Jon Moncayola), Pedri (83. Marco Asensio) – Rafa Mir, Mikel Oyarzabal, Dani Olmo (60. Javi Puado) Cheftrainer: Luis de la Fuente | Spanien |
| Japan                                                                              | 0:1 Asensio (115.) | | Spanien |
| Japan                                                                              | Sakai (99.) | Gil (13.), Merino (51.), Zubimendi (90.+5'), Vallejo (110.), Asensio (116.), Mir (117.) | Spanien |
| 2. Halbfinale                                                                      | | |         |
| 3. August 2021 um 20:00 Uhr Ortszeit (13:00 Uhr MESZ) in Saitama (Saitama Stadium) | | |         |
| Schiedsrichter: Kevin Ortega ( Peru) 30                                            | | |         |

## Spiel um Bronze

### Mexiko – Japan 3:1 (2:0)
| Mexiko                                                                    | Mexiko | Japan | Japan |
| ------------------------------------------------------------------------- | --- | --- | ----- |
| Mexiko                                                                    | \| Spiel um Bronze \| \| 6. August 2021 um 18:00 Uhr (11:00 Uhr MESZ) in Saitama (Saitama Stadium) \| \| Schiedsrichter: Bamlak Tessema Weyesa ( Äthiopien) 31 \| | \| Spiel um Bronze \| \| 6. August 2021 um 18:00 Uhr (11:00 Uhr MESZ) in Saitama (Saitama Stadium) \| \| Schiedsrichter: Bamlak Tessema Weyesa ( Äthiopien) 31 \| | Japan |
| Mexiko                                                                    | Guillermo Ochoa – Jorge Sánchez, César Montes, Johan Vásquez, Jesús Angulo – Carlos Rodríguez (86. José Joaquín Esquivel), Luis Romo – Diego Lainez (57. Uriel Antuna), Sebastián Córdova (79. Roberto Alvarado), Alexis Vega – Henry Martín (87. Eduardo Aguirre) Cheftrainer: Jaime Lozano | Kōsei Tani – Hiroki Sakai, Maya Yoshida , Takehiro Tomiyasu, Yūta Nakayama (63. Kaoru Mitoma) – Ritsu Dōan, Wataru Endō (80. Kōji Miyoshi), Takefusa Kubo, Ao Tanaka (71. Kō Itakura), Yūki Sōma (46. Reo Hatate) – Daichi Hayashi (63. Ayase Ueda) Cheftrainer: Akinobu Yokouchi | Japan |
| Mexiko                                                                    | 1:0 Córdova (13., Foulelfmeter) 2:0 Vásquez (21.) 3:0 Vega (58.) | 3:1 Mitoma (78.) | Japan |
| Mexiko                                                                    | Vásquez (27.), Sánchez (42.), Ochoa (90.+3') | Endō (19.), Ueda (80.) | Japan |
| Spiel um Bronze                                                           | | |       |
| 6. August 2021 um 18:00 Uhr (11:00 Uhr MESZ) in Saitama (Saitama Stadium) | | |       |
| Schiedsrichter: Bamlak Tessema Weyesa ( Äthiopien) 31                     | | |       |

## Finale

### Brasilien – Spanien 2:1 n.V. (1:1, 1:0)
| Brasilien                                                                                 | Brasilien | Spanien | Spanien |
| ----------------------------------------------------------------------------------------- | --- | --- | ------- |
| Brasilien                                                                                 | \| Finale \| \| 7. August 2021 um 20:30 Uhr (13:30 Uhr MESZ) in Yokohama (International Stadium Yokohama) \| \| Schiedsrichter: Chris Beath ( Australien) 31 \|                                                                         | \| Finale \| \| 7. August 2021 um 20:30 Uhr (13:30 Uhr MESZ) in Yokohama (International Stadium Yokohama) \| \| Schiedsrichter: Chris Beath ( Australien) 31 \| | Spanien |
| Brasilien                                                                                 | Santos – Dani Alves , Nino, Diego Carlos, Guilherme Arana – Douglas Luiz, Bruno Guimarães – Antony (112. Gabriel Menino), Claudinho (106. Reinier) – Matheus Cunha (91. Malcom), Richarlison (114. Paulinho) Cheftrainer: André Jardine | Unai Simón – Óscar Gil (91. Jesús Vallejo), Eric García, Pau Torres, Marc Cucurella (91. Juan Miranda) – Mikel Merino (46. Carlos Soler), Martín Zubimendi (112. Jon Moncayola), Pedri – Marco Asensio (46. Bryan Gil), Mikel Oyarzabal (104. Rafa Mir), Dani Olmo Cheftrainer: Luis de la Fuente | Spanien |
| Brasilien                                                                                 | 1:0 Cunha (45.+2') 2:1 Malcom (108.) | 1:1 Oyarzabal (61.) | Spanien |
| Brasilien                                                                                 | Arana (20.), Richarlison (31.), Cunha (65.), Douglas Luiz (89.) | García (27.), Gil (105.+1') | Spanien |
| Brasilien                                                                                 | Richarlison schießt Foulelfmeter über das Tor (38.) | | Spanien |
| Finale                                                                                    | | |         |
| 7. August 2021 um 20:30 Uhr (13:30 Uhr MESZ) in Yokohama (International Stadium Yokohama) | | |         |
| Schiedsrichter: Chris Beath ( Australien) 31                                              | | |         |